# Jasenie
Jasenie (in tedesco Jäßenau [Gelfsdorf]; in ungherese Jecenye) è un comune della Slovacchia facente parte del distretto di Brezno, nella regione di Banská Bystrica.

## Storia
Tipico insediamento minerario, citato per la prima volta nel 1270, il villaggio si sviluppò soprattutto a partire dal XVI secolo, con l'estrazione del ferro delle vicine montagne, attività che perdura tuttora. In quel periodo, la città di Banská Bystrica impiantò numerose fucine e fonderie nel villaggio.